# Ämterkauf
Ämterkauf ist das Erlangen eines Amtes sowie die damit verbundenen Rechte und Einkünfte durch Kauf oder durch eine andere finanzielle Zuwendung.

## Entstehungsgeschichte
Die Erlangung eines Amtes durch Kauf ist ein Phänomen, das seit der Antike bekannt ist. Je nach Kultur, Zeitraum und Art und Umfang der Bezahlung und Eignung des Kandidaten wurde Ämterkauf mal mehr oder weniger toleriert.
Hintergrund dieser Einrichtung war, dass es sowohl an einer funktionierenden staatlichen Verwaltungsorganisation fehlte als auch an einem Berufsbeamtentum, das in der Lage war, verwaltungstechnische Aufgaben wahrzunehmen. In Ermangelung einer solchen Organisation wurde beispielsweise staatlicherseits das Recht verkauft, in einem bestimmten Gebiet die Steuer einzutreiben. In der römischen Republik war es beispielsweise gängig, einzutreibende Steuern in fernen Provinzen an reiche Römer zu verkaufen, was dem Staat die Mühe ersparte, selbst dort tätig zu werden, und gleichzeitig ein hoch profitables Geschäft für die römische Elite war. Entsprechendes galt für Offizierspatente, die vor allem in der britischen Armee bis nach den napoleonischen Kriegen offiziell verkauft wurden.
Handelt es sich um den Kauf eines kirchlichen Amtes oder von kirchlichen Pfründen, spricht man von Simonie.